# Україна на зимовій Універсіаді 2025
Україна на зимових Всесвітніх університетських іграх 2025 року, які проходили з 13 по 23 січня в Турині (Італія), була представлена 52 спортсменами у 7 видах спорту. Команда виграла 12 медалей і посіла загальне 10-те місце. На цих змаганнях Україна дебютувала в керлінгу та здобула перші медалі Універсіади у лижному фрістайлі.

## Види спорту
У змаганнях Універсіади взяли участь 52 українські спортсмени. Українці не змагалися у лижних гонках, шорт-треку, скі-альпінізмі та лижному орієнтуванні.
| Вид спорту          | Чоловіки | Жінки | Разом |
| ------------------- | -------- | ----- | ----- |
| Гірськолижний спорт | 2        | 1     | 3     |
| Біатлон             | 5        | 4     | 9     |
| Керлінг             | 5        | —     | 5     |
| Фігурне катання     | 2        | 2     | 4     |
| Фрістайл            | 2        | 1     | 3     |
| Хокей з шайбою      | 21       | —     | 21    |
| Сноуборд            | 6        | 1     | 7     |
| Всього              | 43       | 9     | 52    |

| Медалі за видом спорту | Медалі за видом спорту | Медалі за видом спорту | Медалі за видом спорту | Медалі за видом спорту |
| ---------------------- | ---------------------- | ---------------------- | ---------------------- | ---------------------- |
| Вид спорту             | 1                      | 2                      | 3                      | Всього                 |
| Біатлон                | 4                      | 2                      | 3                      | 9                      |
| Фрістайл               | 0                      | 2                      | 0                      | 2                      |
| Хокей з шайбою         | 0                      | 0                      | 1                      | 1                      |

## Медалісти
| Медаль | Спортсмен | Вид спорту     | Дисципліна                     | Дата      |
| ------ | --- | -------------- | ------------------------------ | --------- |
| Золото | Богдан Борковський | Біатлон        | індивідуальна гонка, чоловіки  | Січень 14 |
| Золото | Олександра Меркушина Сергій Супрун | Біатлон        | одиночна змішана естафета      | Січень 16 |
| Золото | Богдан Борковський | Біатлон        | гонка переслідування, чоловіки | Січень 20 |
| Золото | Дарина Чалик | Біатлон        | масовий старт, жінки           | Січень 22 |
| Срібло | Олег Бойко | Фрістайл       | біг-ейр, чоловіки              | Січень 19 |
| Срібло | Марія Анійчин | Фрістайл       | біг-ейр, жінки                 | Січень 19 |
| Срібло | Сергій Супрун | Біатлон        | гонка переслідування, чоловіки | Січень 20 |
| Срібло | Олександра Меркушина | Біатлон        | масовий старт, жінки           | Січень 22 |
| Бронза | Дарина Чалик | Біатлон        | індивідуальна гонка, жінки     | Січень 14 |
| Бронза | Богдан Борковський | Біатлон        | спринт, чоловіки               | Січень 19 |
| Бронза | Дарина Чалик | Біатлон        | гонка переслідування, жінки    | Січень 20 |
| Бронза | Євгеній Абаджян Расім Абдуллаєв Денис Бородай Владислав Брага Гліб Варава Артем Гребеник Олександр Заруба Захар Касатонов Дмитро Кобильник Андрій Кривоножкін Ілля Крикля Гліб Крівошапкін Нікіта Кругляков Данило Макаренко Сергій Пойманов Артем Портной Тимофій Савицький Сергій Стецюра Микита Сидоренко Олександр Філімонов Артем Целогородцев | Хокей з шайбою | чоловіки                       | Січень 22 |